# Vapour Col
Vapour Col är ett bergspass i Antarktis. Det ligger i Sydshetlandsöarna. Argentina, Chile och Storbritannien gör anspråk på området. Vapour Col ligger 34 meter över havet.
Terrängen runt Vapour Col är kuperad åt nordost, men västerut är den platt. Havet är nära Vapour Col åt nordväst. Trakten är glest befolkad. Närmaste befolkade plats är Gabriel de Castilla Spanish Antarctic Station, 2,5 kilometer öster om Vapour Col. 